# Soßmar
 (mai 2018).
Sossmar est un quartier de la commune allemande de Hohenhameln, dans l'arrondissement de Peine, Land de Basse-Saxe.

## Histoire
Soßmar est mentionné pour la première fois en 1146 : le monastère de Soßmar bei Hohenhameln reçoit 8 morgens de terres agricoles.
Soßmar est incorporé dans la municipalité de Hohenhameln en mars 1974.

## Source, notes et références
- (de) Cet article est partiellement ou en totalité issu de l’article de Wikipédia en allemand intitulé « Soßmar » (voir la liste des auteurs).